# Ил Монте (Форли-Чезена)
Ил Монте (итал. Il Monte) је насеље у Италији у округу Форли-Чезена, региону Емилија-Ромања.
Према процени из 2011. у насељу је живело 37 становника. Насеље се налази на надморској висини од 14 м.